# Reforma Vareliana
La Reforma vareliana es la obra de reforma de la educación primaria realizada por José Pedro Varela en 1876 en Uruguay que estableció que esta fuera gratuita, obligatoria y laica. La reforma se efectuó durante el gobierno de facto del coronel Lorenzo Latorre, en los inicios del militarismo. Dicha reforma fue de esencial importancia en la historia uruguaya, que desterró el predominio de la educación privada católica para una élite privilegiada y transformó a la enseñanza en un deber del Estado, abarcando la totalidad del pueblo.

## Análisis
Se llevó a la práctica las ideas corrientes por la Sociedad de Amigos de la Educación Popular, institución que él mismo fundara en 1868 junto con otros intelectuales de la época, como Elbio Fernández y Carlos María Ramírez. Pretendían subsanar las graves deficiencias del sistema vigente y fortalecer las instituciones sociales de la población sobre la base de una preparación intelectual básica. 
Desde los comienzos del Artiguismo el incipiente Estado oriental trató de fundar escuelas públicas; pero la enseñanza primaria había estado básicamente a cargo de colegios religiosos y privados, a los que accedían solamente niños de la clase alta y media-alta, salvo excepciones, mientras el grueso de la población estaba fuera del sistema educativo. A ello se le sumó la disconformidad creciente de la intelectualidad liberal –con fuerte presencia de la masonería– con los contenidos de una enseñanza aferrada a los principios dogmáticos de la Iglesia católica.
Existía, además, una notoria carencia de maestros preparados, de materiales de estudio y de locales escolares apropiados.

## Antecedentes

### Primeros intentos durante la Guerra Grande
En 1847, durante la Guerra Grande, el Gobierno de la Defensa de Montevideo creó el Instituto de Instrucción Pública, a partir de un decreto que puso en manos del Estado el control del sistema educativo –prácticamente monopolizado entonces por sacerdotes jesuitas– y estableció el principio de que la difusión de la enseñanza era responsabilidad de los poderes públicos. En el decreto se establecía además que los colegios privados deberían admitir un alumno gratuito –elegido por funcionarios del Estado– por cada diez que pagaran.
En 1850 había en Rivera 18 escuelas públicas para varones y cuatro para niñas, y 10 escuelas privadas. En total 32 escuelas en las que se educaban 1000 varones y 414 niñas.
En la esfera de los sitiadores de la capital –el Gobierno del Cerrito–, a impulsos de Manuel Oribe y Bernardo Berro se fundaron varias escuelas públicas en la Villa de la Restauración (actual barrio Unión) y se adquirió material de estudio europeo. Operaban 12 escuelas y algunas recibían pupilos; sus alumnos estaban constituidos “por la chiquillería de la comarca, y aun algunos mocetones del Ejército, a quienes el general sitiador –Oribe– hizo previamente cortar las greñas, no sin protesta de los interesados” según Orestes Araújo.

## Comienzos de la Reforma
Más allá de estos esfuerzos, con este panorama era evidente que el sistema de enseñanza requería una profunda reforma a todos los niveles, pero particularmente en primaria, base de toda la construcción. En 1868 se constituyó la Sociedad de Amigos de la Educación Popular, que realizó una intensa propaganda a favor de la reforma y contribuyó decisivamente a darle sentido de urgencia. 
José Pedro Varela, opositor al régimen militar liderado por Lorenzo Latorre, aceptó sin embargo en 1876 el cargo de director de Instrucción Pública de la Junta Económico Administrativa de Montevideo, pero con jurisdicción extendida a todo el país. Pese a las ácidas críticas de sus ex correligionarios, exigió total independencia y dio comienzo a una formidable obra reformista que se extendió entre 1876 y 1879, y que transformó hondamente no sólo el sistema de enseñanza, sino al país.

### Emisión del Decreto Ley de Educación Común
Hombre joven pero de vasta cultura y con experiencia en el extranjero –había viajado a Estados Unidos en 1867 y a Europa en 1868–, Varela conocía las experiencias educativas de algunos países más avanzados en la materia, que adaptó y aplicó en Uruguay.
Hizo emitir el Decreto Ley de Educación Común, por el que se creó la Dirección General de Instrucción Pública, órgano colegiado que debía controlar y dirigir el sistema educativo en todo el país (ocupó personalmente el cargo de Inspector Nacional). En las capitales departamentales funcionaría a partir de ese momento una Comisión Departamental de Instrucción Pública y un Inspector Departamental, que debía ser un maestro titulado de tercer grado. 
Esta reforma administrativa dio al sistema de enseñanza una considerable autonomía. El decreto estableció además el carácter obligatorio y gratuito de la educación primaria oficial, pero no el laicismo; contra la opinión de Varela, se estableció que la enseñanza de la religión Católica fuese obligatoria en todas las escuelas públicas, excepto para aquellos alumnos que profesasen otras religiones.

### Aprobación y características del Decreto-Ley de Educación Común
La gratuidad y la obligatoriedad anunciaban un crecimiento exponencial del alumnado. Un decreto de agosto de 1877 creó un impuesto para financiar la reforma educativa; y otro estableció la Dirección y Administración General de Correos, cuyas rentas se destinaron al mismo fin. El 23 de septiembre de 1877 se aprobó el Decreto Ley de Educación Común, que prescribió el régimen de concursos para la designación de los maestros y su promoción en la carrera; estableció que todo niño entre 8 y 14 años de edad debía concurrir obligatoriamente a dicha escuela, y se prohibió la actuación política de los inspectores.
Por otras disposiciones legislativas se fijaron las condiciones de admisión de los alumnos en las escuelas –que pasaron a ser mixtas–, se reglamentó el acceso a la carrera docente, se organizó el sistema de exámenes y se prohibió rigurosamente toda clase de castigos corporales a los alumnos, admitidos hasta entonces. 
Se conformaron los programas de enseñanza, se crearon diez grados –la Enseñanza Secundaria aún no existía como tal– y se determinaron las asignaturas que incluían “Labores de uso común”; lecciones sobre objetos y manejo de máquinas de coser y corte para las niñas, que se sumaban a las clásicas Lectura, Escritura, Aritmética, Geografía, Gramática, Composición, Historia, Teneduría de Libros, Derechos y Deberes del Ciudadano, Nociones de Filosofía, Higiene, Física e Historia Natural, Gimnasia y Música, además de Religión y Moral.
La idea era dar a los alumnos una noción general del conocimiento universal pero orientarlos hacia una aplicación práctica de lo que se aprendía, al estilo estadounidense, con vistas al mercado de trabajo en expansión. Se establecieron las reuniones de docentes (llamadas Conferencias de Maestros, que debían realizarse cada 15 días) y la Enciclopedia de la Educación (1878), que pretendía poner al alcance de los docentes las teorías y avances realizados en otros países respecto de la enseñanza.

### Expansión del sistema educativo y polémica por la enseñanza religiosa
Esta labor legal de reorganización fue acompañada de una intensa campaña de aplicación práctica que cristalizó en la constante fundación de nuevas escuelas y el previsible aumento del alumnado. En 1877 había 17.000 alumnos en las escuelas de todo el Uruguay, y en 1878 eran 19.662 –casi un 16% de incremento en un año–. Las flamantes escuelas rurales se llevaron gran parte de ese aumento.
José Pedro Varela falleció el 24 de octubre de 1879, y el 5 de enero de 1880 asumió el cargo de inspector general de Educación Primaria su hermano, Jacobo Varela, que realizó un trabajo fundamental de aplicación y desarrollo de la reforma. Permaneció en ese puesto hasta 1889, con un breve interregno en el que renunció por discrepancias con el dictador Máximo Santos.
En esos años se fundaron escuelas a lo largo y ancho del país, se crearon los primeros Institutos Normales, se regularizaron las estadísticas y se ajustaron los programas de los años superiores a las exigencias de la Enseñanza Universitaria.
Particular polémica generó la enseñanza religiosa en las escuelas públicas; los liberales bregaban por su eliminación lisa y llana, mientras los católicos, liderados por Francisco Bauzá, protestaban por su insuficiencia y objetaban la idoneidad de los maestros para enseñar religión.
Como primer intento de compromiso, una resolución de la Dirección General de Instrucción Pública de 1882 determinó que la enseñanza de la religión católica quedaría limitada a 20 minutos diarios y a ser impartidos después de las demás asignaturas y sin asistencia obligatoria.

### Evolución y características posteriores
La reforma de la enseñanza, complementada más tarde por Alfredo Vásquez Acevedo, que creó la Enseñanza Secundaria, y por Enriqueta Compte y Riqué que incursionó en la educación preescolar, significó una verdadera revolución en Uruguay, y extendió la educación “a todas las clases sociales”, como quería José Pedro Varela. 
En 1885 funcionaban en la República Oriental 354 escuelas públicas que educaban a 30.302 alumnos, y 429 escuelas privadas con 20.289 educandos, por lo que había ese año 50.591 niños escolarizados: un alumno cada 10 habitantes, una mejora espectacular si comparamos estas cifras con las de 1868, donde había un alumno cada 33 habitantes.
La escuela gratuita y obligatoria –posteriormente sería también laica– obró como un importante medio de promoción cultural y social y resultó un factor integrador de enorme importancia en un país que recibía continuamente numerosas oleadas de inmigrantes del más diverso origen (en 1884 el 44% de la población de Montevideo era de origen extranjero).
El mito del Uruguay democrático y culto de gran parte del siglo XX –complementado por la aplicación del Batllismo– fue, en alta proporción, un producto de la Reforma Vareliana. Ésta no estuvo, desde luego, ajena a las críticas, polémicas y detractores, tanto en su tiempo como en años posteriores, ya sea por la eliminación de la enseñanza religiosa como por la igualación acelerada que eliminó muchos aportes culturales de la inmigración.

## Controversias
Parte de la reforma propuesta por Varela parece tener su origen en los trabajos de Ira Mayhew según algunos estudios.